# Citizens Bank Park
Citizens Bank Park – stadion baseballowy w Filadelfii, na którym swoje mecze rozgrywa zespół Philadelphia Phillies. 
Budowę obiektu rozpoczęto w czerwcu 2002, a pierwszy mecz odbył się 3 kwietnia 2004, gdy Philadelphia Phillies podejmowali Cincinnati Reds. Obiekt posiada 43 647 miejsc. Rekordową frekwencję zanotowano 2 stycznia 2012 podczas meczu rozegranego w ramach NHL Winter Classic pomiędzy Philadelphia Flyers a New York Rangers. Spotkanie obejrzało 46 967 widzów.
Na obiekcie miały miejsce również koncerty, między innymi Bon Jovi, The Police, Billy’ego Joela, Eltona Johna, Rogera Waters, Bruce’a Springsteena oraz Paula McCartneya.